# Stefano Petruzzellis
Stefano Petruzzellis (* 1950 in Rom) ist ein italienischer Fernsehregisseur.
Petruzzellis diplomierte im Fach Regie am Centro Sperimentale di Cinematografia und war 1975 für drei Filme als Regieassistent und Leiter des zweiten Stabes tätig. 1977 legte er seine einzige Kinoarbeit vor, die nach eigenem Drehbuch die Unruhe einiger sozial benachteiligter Jugendlicher gegen Ende des schwierigen Jahrzehntes zeigt. Dann wandte er sich dem Fernsehen zu, wo er für die RAI tätig war.

## Filmografie
- 1977: Standard